# Pelágio (eremita)
Pelágio ou Paio (em castelhano a forma mais usual é Pelayo) é um personagem da tradição popular que teria vivido no início do século IX no lugar de Solovio, situado onde se situa hoje a Igreja de São Félix de Solovio (San Fiz), em Santiago de Compostela, Galiza, Espanha.

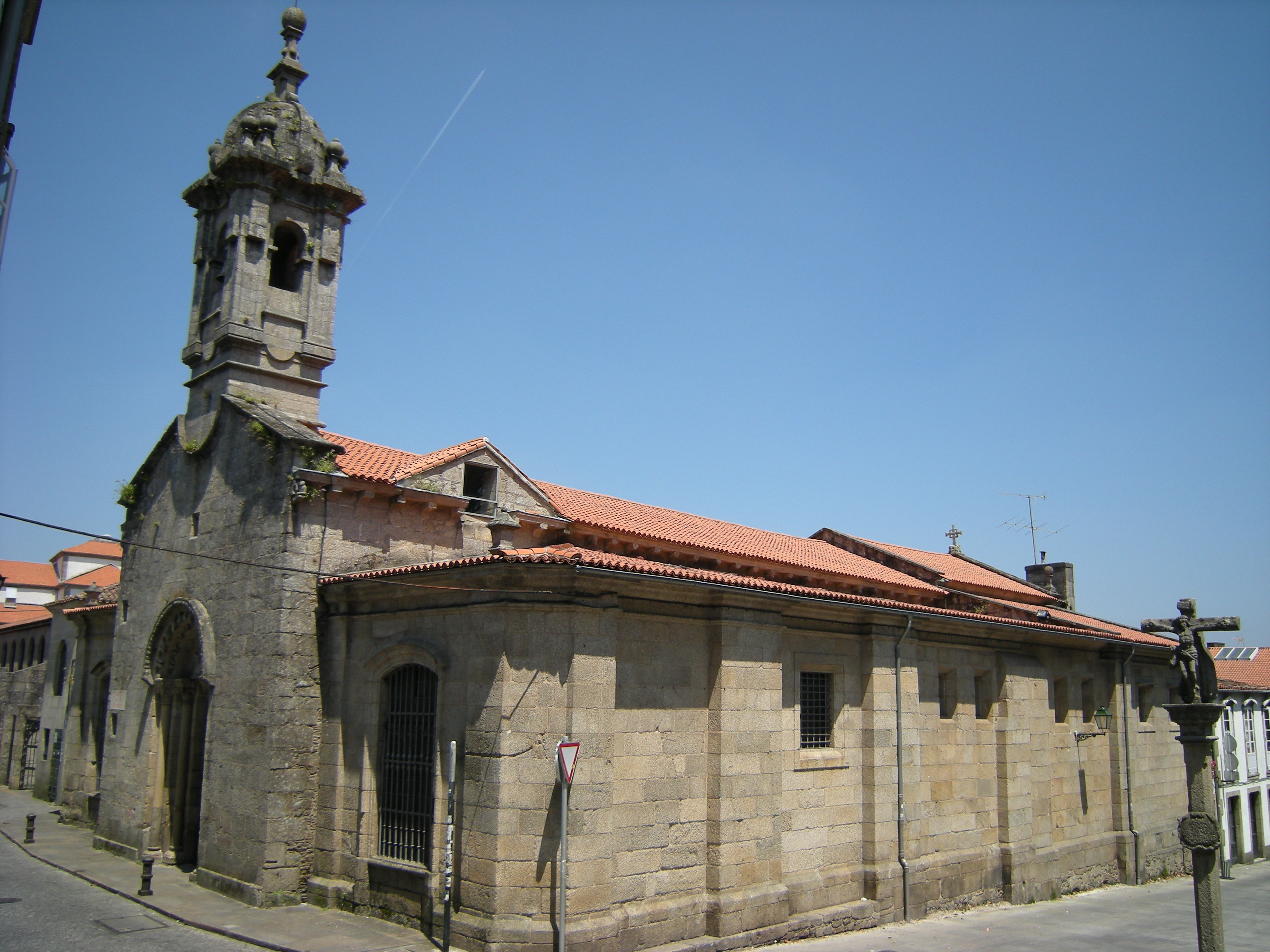
Igreja de São Félix de Solovio, situada no local onde vivia Pelágio

Segundo a lenda, em 813 vivia no lugar de Solovio, no bosque Libredón, um eremita chamado Pelágio que observou durante várias noites consecutivas uns replandeceres misteriosos sobre um montículo do bosque, como se fossem chuvas de estrelas. Muito impressionado pelas luzes, Pelágio decidiu apresentar-se a Teodomiro, então bispo de Iria Flávia para lhe comunicar o que tinha visto. O bispo reuniu um pequeno séquito e dirigiu-se ao lugar onde também ele contemplou o fenómeno. Foi ali, entre a densa vegetação do bosque, que encontraram um sepulcro de pedra no qual respousavam três corpos, que seriam identificados como sendo de Santiago Maior e dos seus dois discípulos Teodoro e Atanásio.
O bispo viu esta ocorrência como um milagre e informou o rei Afonso II das Astúrias. O rei ordenou a construção de uma capela no local que se converteu gradualmente num importante lugar de peregrinação. Em 829 a capela foi substituída por uma primeira igreja, que deu lugar a uma segunda igreja pré-românica em 899, construída por ordem do rei Afonso III. Por fim, em 1075, durante o reinado de Afonso VI, iniciou-se a construção da Catedral de Santiago de Compostela.